# Dekanat Kwidzyn – Zatorze
Dekanat Kwidzyn – Zatorze – jeden z 20 dekanatów w rzymskokatolickiej diecezji elbląskiej.

## Parafie
W skład dekanatu wchodzi 7 parafii:
- Parafia Wniebowstąpienia Pana Jezusa – Cygany
- Parafia MB Różańcowej – Czarne Dolne
- Parafia Najświętszego Serca Pana Jezusa – Gardeja
- Parafia Miłosierdzia Bożego – Kwidzyn
- Parafia św. Wojciecha – Kwidzyn
- Parafia św. Antoniego – Rakowiec
- Parafia św. Jerzego i Opatrzności Bożej – Tychnowy

Byłe parafie dekanatu:
- Parafia św. Brata Alberta Chmielowskiego – Kwidzyn

## Sąsiednie dekanaty
Kwidzyn – Śródmieście, Łasin (diec. toruńska), Prabuty, Susz, Sztum